# 超时空要塞Frontier
《超時空要塞 Frontier》是日本動畫《超时空要塞》系列的電視動畫第三作，亦是《超時空要塞》系列25周年的紀念作品。於2008年4月在日本開始播放，全25話。另有劇場版三部。

## 概要
- 在2007年8月18日举行的《Minmay meets fire bomber》MACROSS 25周年纪念演唱会正式公布了此部新Macross電視動畫作品。河森正治和速水奖共同宣布菅野洋子担当Macross新電影動畫系列的音乐监督一职，并同時宣佈劇中主角-歌姬兰花·李的配音兼歌曲演唱，由先前在“Macross 25周年纪念 新歌姬选拔活动”中，约5,000名合格候选者中脱颖而出的中島愛擔當。歌姬雪露·諾姆採用《Macross 7》的手法，聲音與歌手分開，配音由聲優遠藤綾擔當,歌曲演唱由歌手May'n負責。

- 本作起初以「Macross Flier」名義開始活動，而在企畫階段暫定名稱「Macross25」，最後定案為《Macross Frontier》，通稱「Macross F」。

- 系列構成吉野弘幸在雜誌訪談表示，原本河森正治意採《Macross Plus》兩男一女的三角關係；但從小就是《超時空要塞》粉絲的吉野弘幸改成兩女一男，劇場版與電視動畫版明美的對決。[1]

- 2007年12月23日、28日，为纪念Macross系列25周年，先行放送第一集特别编辑版本。

- 2008年9月25日在動畫最後一集播畢後，發表了將製作劇場版的消息，預計於2009年夏季在日本上映。

- 2009年6月24日在「Macross Ace VOL.002」正式發表劇場版于2009年11月21日上映，命名為。标题中的日文即，也是「虛空歌姬」之意。

- 2009年6月26日確認劇場版將分爲前後兩部上映：為前篇，是加入新劇情和新歌曲重構而成的TV版總集篇；后篇於2011年2月26日上映。[2]

- 本作TV版在2019年由NHK电视台旗下的“BSプレミアム”频道举行的《超时空要塞》系列投票评选活动中（下同），获得全系列动画作品人气第一位，而剧场版「虚空歌姬」和「恋离飞翼」分获第12和第4位。[3]

## 故事簡介
公元2059年，航行中的Macross Frontier迎來了偶像歌手雪露・諾姆舉辦的銀河巡回演唱會的最后一場，少女兰花·李去看偶像的演唱会……在宇宙中，Macross Frontier突然遭到了身份不明的宇宙怪兽的攻击，兰花的兄长奥兹马受命率领S.M.S的VF-25紧急迎战，可是新统合军仍然节节败退。并且有宇宙怪兽突破了防线，攻入Macross Frontier卫星内部，威胁着少女兰花的生命，这时候，有一架受损的VF-25战机出现在飞行候补生早乙女的面前……

## 登場人物

從左起分別為早乙女·有人、雪露·諾姆及兰花·李

### 主要人物
早乙女·有人（Saotome Alto，声：中村悠一 ; 粵: 郭俊廷）
男主角，17歲，生日是2042年7月27日（狮子座），美星學園飛行學科學生。S.M.S Skull小隊所屬，初時軍階是准尉，後於第15話獲升為少尉，SMS中代号Skull 4（骷髅4号）。
出身于歌舞伎世家，長髮与美貌常被誤認為美女，15歲時公演的戲劇『櫻姬公主』深受好評，櫻姬公主的形象一直至今尚有忠實粉絲存在，因此在校園以及工作場所常被戏称为“公主”。喜歡將隨手拿到的紙張折成纸飞机，夢想是能在真實的天空翱翔，15歲時因故毅然與家族決裂放棄歌舞伎而追逐自己的夢想，之后将原本的汉字名有人(Aruto)改为西式名阿尔特（Alto）。剧中与两名女主角维持三角恋关系。
在劇場版「虚空歌姬」中則是說自己因為容易入戲太深，害怕分不清自己是誰進而喪失自我並為此感到煩惱。有橋段是藉由戴上雪露耳環，利用傳來的思念讓自己揣摩雪露真正的心情跟想法，劇中也多次表現出他優秀的表演天賦跟所受到的家庭薰陶與相關的回憶。
被其師兄點出其實隨時都在使用演技來掩蓋真正的心思，本人聽完沒有反駁。從此處可想而知有人非常熟悉舞臺，只是沒有表現而已，也因此經歷，給予雪露和蘭花一些的過來人看法。
TV版在第23話後晉升中尉，領導配備VF-171Ex的射手座小隊，代號Sagittarius 1（射手座一號）。最终回用米海尔·布朗的狙击枪擊斃位於Vajra女王頭部的葛蕾斯。
在劇場版「恋离飞翼」中，与雪露设定为小时候就在galaxy见过面，并且雪露还是有人的粉丝。剧场版最後有人面對自己的心意，拒絕蘭花的感情，接受雪露的感情，但在向雪露告白時，在Vajra女王母體上因Vajra女王母體進行空間跳躍而消失，生死不明。
在以雪露為主角的独立剧情授权漫畫中確認存活，並且與蘭花、雪露重逢。最後與雪露結婚。
人气投票中获得全系列角色人气第10位。
雪露·諾姆（Sheryl Nome，声：遠藤綾/歌：May'n ; 粵: 王惠珠）
女主角之一，17歲，生日是11月23日（射手座），出身於Macross Galaxy，绰号“银河妖精”的人氣偶像歌手。有著一頭淡粉色的頭髮。對有人抱有好感，個性堅毅積極且帶有強勢的作風，被同校同學戲稱為「女王」。對Macross Galaxy抱有既討厭又關心的矛盾感情。后入读美星学园飞行员科，與有人等人成為同學。
和《Macross Zero》的瑪奧·諾姆擁有同一個姓氏，在24話的劇情中確認其為瑪奧的孫女，繼承了「風之引導者」的血統，即比普通人擁有更接近原始文化（Protoculture）的遺傳基因（同樣接近原初文明遺傳基因的還有傑特拉帝人）。鑲有Fold Quartz的耳環為瑪奧寄給她的護身符。其父母具體狀況不明，但提到从未见过母亲。
雪露小時候在Macross Galaxy貧民窟流浪期間遇上葛雷絲。但在剧场版里疑似记事起就被葛雷絲收养。利用她作V型傳染病的人體實驗對像，並於2053年發表相關論文，之後一直沒有根治該病，只以藥物抑制體內的Vajra細菌。透過她體內的Vajra細菌和Fold Quartz耳環，她得到接收和發出Fold波的能力，及後被利用作為研究和操縱Vajra的媒介，代號Fairy 9。
葛蕾絲按計劃向雪露隱瞞一切真相，在Macross Galaxy捧紅她為人氣歌手，並於2059年以巡迴演唱會為名帶她到Macross Frontier，展開嘉年華行動。最終因效果未如理想，再加上葛蕾絲發現蘭花的下落，雪露遭廢棄。
被告知真相後一度意志消沉，並放棄唱歌。但在Vajra島內襲擊事件中，當“希望歌姬”蘭花以負向感情的歌聲引來更多Vajra襲擊時，雪露以其歌聲安慰避難所內的市民，在V型感染后藥物停用和精神波動使得Vajra細菌擴散進入腦部，并獲得與蘭花類似的發出fold波能力，並成為Macross Frontier的歌聲兵器。解除Galaxy伪装后，三人协力击败葛蕾丝。
被有人營救回來的蘭花當面「宣戰」，表示無論是工作還是愛情上都不會輸給自己，雪露作出「キラッ☆」的手勢接受挑戰。
在剧场版「恋离飞翼」中，设定为小时候就在galaxy和有人见过面，看过有人的歌舞伎演出并成为有人的粉丝。剧场版最后生命力几乎燃尽的雪露靠注射兰花的血清得以救助，成为和兰花一样的共存者，但陷入昏迷狀態，最後在耳環傳來的思念下甦醒，再度重返舞台。
在剧场版「时之迷宫」中，于「恋离飞翼」剧情结束后数年内虽接受兰花血清但持续昏迷沉睡，直到听到兰花在时之迷宫传来的歌声时留下眼泪，似乎有苏醒的迹象。
在以雪露為主角的独立剧情授权漫畫中表示出，父亲阿贝尔·库勒和母亲萨莉·诺姆因反對Galaxy船民身體改造義務化而遭殺害，使得雪露流落街頭。之后與蘭花一起掉入Vajra女王拯救了有人和布雷拉的地方並將二人救出，最終與有人結婚。
人气投票中获得全系列角色人气第一位。
兰花·李（Ranka Lee，声：中島愛 ; 粵: 黃紫嫻）
女主角之一，16岁，在中餐馆“娘娘”打工的绿色头发的高中生少女，爱好唱歌，怀有像雪露·諾姆一样成为超级明星的梦想。在翻拍Macross Zero 故事“鸟之人”中出演飾演瑪奧·諾姆並主唱「アイモ」後一路走紅，被称为“超时空灰姑娘”、“希望歌姬”。
拥有四分之一傑特拉帝人血统，所有家人在11年前第117次大规模调查船团遇难事件中遭Vajra袭击遇难或下落不明，兰花本人是幸存者之一。其母藍雪‧美在研究Vajra時罹患V型傳染病并生下蘭花，蘭花因而與Vajra細菌的共生。117船团事故後蘭花患有解离性失忆症（Psychogenic amnesia），失去所有关于117船团事故前的记忆，只记得这首歌。
奥兹马在此事件后以兄长名义收养了兰花，并不是她的亲哥哥。
第21話後藉由布雷拉的協助離開Frontier尋求過去的記憶。后確認布雷拉是其失蹤的哥哥。
TV版在Frontier時，無意間把Vajra幼體當成寵物飼養，後來發現其幼體蛻皮後成為Vajra，蘭花期望成為人類與Vajra溝通的橋梁，主動要求布雷拉帶著她與Vajra前往母星。
在Vajra母星被Vajra擄走取得幼年記憶，反而成為在Battle Galaxy伺機而動的葛蕾斯用來操縱Vajra的傀儡，後於有人和雪露的努力下恢復意識，并在與葛蕾斯對戰時成功干涉Vajra女王之通信波，在TV版的最終戰中與雪露聯手擊潰葛蕾斯。
在劇場版中是承繼瑪奧·諾姆血統孫女雪露·諾姆口中的「風之引導者」，有與風、動物們溝通的能力。
在剧场版「时之迷宫」中与骷髅小队一起探索某个星球时，通过fold进入时之迷宫并用歌声表达对有人和雪露的思念，最终似乎唤醒了雪露并将对有人的思念通过fold通信传递到某个遥远的宇宙深处。
在以雪露為主角的独立剧情授权漫畫中與雪露一起掉入Vajra女王拯救了有人和布雷拉的地並將二人救出，最終和布雷拉重逢。
人气投票中获得全系列角色人气第3位。

### 美星學園
米海尔·布朗（声：神谷浩史）
昵称米歇尔（ミシェル），有人的同级生兼竞争对手，成绩为有人之上的第一名，经常当面调笑地称呼有人为「公主」而令有人恼火异常。S.M.S Skull小隊所屬，階級少尉。代号SK-2。
拥有傑特拉帝人血统，尖耳，视力优于常人，战斗中利用其优点担当远距离狙擊手。同时有严厉的一面，和格蘭是青梅竹馬。
其姐姐因在戰鬥中誤射前男友上司，遭軍方懷疑為刻意，最終自殺。找出姐姐誤射的真相為戰鬥的理由。
第20話當Vajra在島內襲擊時，為保護巨人化中的格蘭而死。死前向格蘭表白愛意。
在劇場版中存活。在「恋离飞翼」中cosplay成热气巴萨拉参与营救狱中的雪露。
人气投票中获得全系列角色人气第16位。
卢卡·安傑洛（Luca Anjerony，声：福山潤）
有人和米歇尔的后辈，精通电子器材方面的知识，S.M.S Skull小隊所屬。代号SK-3。对松浦七濑抱有好感。
身分為製造VF-25的L.A.I公司小開，身兼L.A.I之技術組最高負責人以及監視S.M.S之任務。
22話選擇留在Frontier。
劇場版有位27歲的姊姊 潔妮雅‧安潔洛，她是三島的未婚妻。
松浦七瀨（声：桑島法子）
18歲，蘭花的好友及工作伙伴，爱好美术。大力支持蘭花成為歌手的夢想，并慫恿蘭花參加Macross Frontier小姐選美比賽。
TV版第20話Vajra在島內襲擊後重傷昏迷，直到TV版大结局才清醒。
劇場版虛空歌姬中沒有登場，但在劇場版戀離飛翼及时之迷宫中以蘭花的化妝師兼經紀人以及所有工作的萬事屋身份登場。
人气投票中获得全系列角色人气第50位。

### S.M.S
奥兹马·李（Ozma Lee，声：小西克幸）
兰花的哥哥，也是唯一的亲人，领导着特种部队S.M.S中的VF-25小队（Skull小隊）的王牌机师。曾经是新统合军的军人，战斗经验丰富。后来因为一次擅自行动被剥夺军籍。极度溺爱妹妹，为避免妹妹担心，以文职工作之名隐瞒着现在所从事的工作。
对外公开的身份是S.M.S.的人事部门职员，负责测试VF-25，属于政府公务员阶层，S.M.S内部军衔少校。代号SKULL（骷髅）-1。
热气巴萨拉的铁杆粉丝，不仅开车时会放Fire Bomber的歌，甚至作战时还会喊出「突击 Love Heart」「Planet Dance」这些歌名。
實際僅為領養蘭花，在蘭花成為歌聲兵器後開始對三島產生戒心並與凱瑟琳聯手調查，但未能阻止三島奪權；第21話開始和凯瑟琳一起躲避三島的搜查而失蹤，第22話協助奪取Macross Quarter獨立調查真相。
劇場版和凱瑟琳一起調查雪露是否為間諜的事，虛空歌姬中為凱瑟琳的前男友，戀離飛翼中和凱瑟琳重新成為情侶。
人气投票中获得全系列角色人气第27位。
格蘭·葛兰（Klein Klan，声：丰口惠）
傑特拉帝人女军官，S.M.S Pixy小隊所屬，階級上尉。正常形态下为成熟的傑特拉帝人女性姿态，微型化时却看上去像个矮小的小女孩，和米歇爾是青梅竹马。
於20話Vajra幼蟲突襲作战中主动向米歇尔告白，后在巨人化过程中聽到米歇爾死前的告白。
劇場版年齡設定變更，就讀美星學園，專攻生物學。
人气投票中获得全系列角色人气第19位。
宁宁·萝拉（NENE ROURA，声：平野绫）
PIXIE小队所属的卡忒兰・蕾雅驾驶员，桃色长髮的乖巧女孩。身为傑特拉帝人却没有什么斗争心的温柔性格，将格兰称为“姐姐大人”而仰慕着。
拉拉米雅·蕾蕾妮雅（RARAMIA LELEINIA，声：大村歌佳）
PIXIE小队所属的卡忒兰・蕾雅驾驶员，以红色短发和锐利眼神为特征的女性。
在与队友一起掩护有人对Vajra母舰突击时被大型Vajra的光束炮直击，戰死。
在劇場版虛空歌姬並沒戰死的場面。
杰弗里·怀尔德（Jeffrey Wilder，声：大川透）
Macross Quarter的舰长，军阶上校。
第22話奪取Macross Quarter。
人气投票中获得全系列角色人气第33位。
卡纳莉亚·贝尔斯汀（Canary Belstain，声：桑岛法子）
S.M.S所属，军阶中尉，实际担任军医职务的黑人女性，正式身份是Koenig Monster的女性驾驶员。
鲍比·马尔格（Bobby Malgo，声：三宅健太）
S.M.S所属的Macross Quarter的操作员，虽然看起来是豪放的大叔，实际上是内心温柔的同性恋，加入SMS前就是名化妆师。和奧茲馬十分要好，经常为他排解烦恼，同时也暗恋着他。对SMS的女性成员来说近乎于“贴心大姐”的地位。
第22話協助奪取Macross Quarter。
莫妮卡·兰格（Monica Lange，声：田中理惠）
Macross Quarter战舰領航員，對其舰长的性騷擾抱樂意的態度。而她对舰长的爱慕，在SMS里没有发觉到的只有舰长本人而已。
第22話協助奪取Macross Quarter。
米娜·罗珊（Mina Roshan，声：平野绫）
Macross Quarter战舰偵察員，实际IQ高达180。
第22話協助奪取Macross Quarter。
拉姆·荷阿（声：福原香织）
Macross Quarter战舰偵察員，说话相当毒舌。
第22話協助奪取Macross Quarter。
亨利·吉利安（Henry Gilliam，声：大原崇）
Skull小队队员，大尉，驾驶VF-25F。
TV版和剧场版「虚空歌姬」都是开场后不久在frontier内保护居民时被迫从机体中脱出而被一只Vajra捏爆身体阵亡，有人见证了牺牲过程。
理查德·比尔拉（Richard Bilra，声：宫泽正）
S.M.S公司的老板，傑特拉帝人。星际运输公司的经营者，对fold宇宙通讯很有兴趣。佩戴的戒指中印有林明美的画像。

### Macross Frontier政府
凯瑟琳·格拉斯（Catherine Glass，声：小林沙苗）
昵称凯茜（キャシー），新统合军参谋本部所属的中尉军官，大总统之女，头脑明晰，才色兼备。曾获得第八届Miss Macross Frontier准优胜。以大学学生会主席身份毕业之后，加入了新统合军，能够忠实的履行自己的职务以及上级给出的命令。
TV版中以前和奥兹马有过一段戀情，知道奥兹马在S.M.S任职，是里昂的前未婚妻。
Macross Quarter出击支援Galaxy船團時被派到Macross Quarter舰上参与指挥工作。
第19話得知三島目的後主動攤牌並解除雙方婚約，但未能阻止父親被殺，後與奥兹马一起逃亡。
第22話在杰弗里等人協助下奪取Macross Quarter。
劇場版和三島並無關係，將格蕾絲以間諜罪逮捕。对于上層決定無視Galaxy船團發出的SOS信號一事使她有所動搖。
之後自己搭乘Macross Quarter。
霍华德·格拉斯（Howard Glass，声：西村知道）
新统合政府大总统，肩负着领导Macross Frontier船团的责任，使得他必须在面对向市民提供舒适安全的生活，以及宇宙航行中出现的各种问题的时候，果断的做出决定，向Frontier的民眾公開了Vajra的存在。
第20話被里昂·三岛殺害。事發後不久女兒凯瑟琳才來到死亡的現場。
里昂·三岛（Leon Mishima，声：杉田智和）
新统合政府大总统府首席辅佐官，他总是能保持冷静的在大总统身边，提供各种建议。
野心家，為了獲得權力接近身為大總統女兒的凱西，並與葛蕾斯聯手進行與Vajra相關之研究計畫。於第19至20話中發動武裝政變並成功暗殺格拉斯大总统，於第21話成為新一任第五代Macross Frontier大總統，最終於第25話因被揭發其罪狀而被捕。
劇場版他的未婚妻變更為卢卡的姊姊 潔妮雅‧安潔洛。

### Macross Galaxy
格蕾丝·奥康纳（Grace O'Connor，声：井上喜久子）
雪露的经纪人。曾接受過人體晶片植入，更使用其移植端口潛入Frontier軍方和政府的網絡以取得資料。
實際上為Battle Galaxy網路集合體的代表，在117調查艦隊意外後接受植入技術，也是故事幕後操控一切的黑手，故事後其意圖利用蘭花·李操控Vajra並達成銀河思想集合體的目標，最後失敗遭到擊斃。
在劇場版最後為了保護雪露被敵人掃射，臨死前希望再聽一次雪露唱歌，並將麥克風遞給了雪露并在雪露唱歌時說出“銀河在撼動”後生死不明。
在以雪露為主角的官方外傳漫畫中有一个男友杰克，但在结婚当天由于兰花演唱庆祝新婚引来Vajra导致杰克死亡。
人气投票中获得全系列角色人气第46位。
布雷拉·斯特恩（Brera Sterne，声：保志总一朗）
谜之驾驶员，驾驶VF-27，第14话中自称隶属MACROSS GALAXY船团，安塔列斯小队，军衔少校，知道並能使用口琴吹出的旋律，為了尋回自己的過去而戰。
兰花的親兄長（也是117调查船团的幸存者），曾接受過人體晶片植入。於21话協助兰花離開Frontier。TV版大結局中存活。
劇場版戀離飛翼最後特攻生死不明。
在以雪露為主角的官方外傳漫畫中確認在最後特攻中因被Vajra女王所拯救而存活過來，並且與蘭花重逢。
編劇原先外觀設定是以Macross Plus的卡爾德為基礎，不過在人設美型化下得到製作組的好評因此定案。
人气投票中获得全系列角色人气第20位。
伊万上尉（声：松尾大亮）
Galaxy船团的飞行员，带来Galaxy船团被Vajra袭击的消息，向Frontier船团请求支援。

### 第117調查艦隊
瑪奧·諾姆（Mao Nome，声：南里侑香）
Macross Zero女主角之一，玛雅岛原住民，雪露·諾姆的祖母。後取得博士學位並成為研究原始文明的著名學者，擔任117調查艦隊團長前往宇宙，在此發表Vajra與V型感染病的第一篇研究論文。
在以雪露為主角的独立剧情授权漫畫中教给兰雪、兰花、雪露。
蘭雪·美（Ranxue Mei，声：坂本真綾）
是117調查船團Vajra研究組的三名核心人物之一，與瑪奧、葛蕾斯一起研究V型傳染病之研究者。蘭花和布雷拉生母，V型傳染病第一位人類病例，由於在生病後才生下蘭花因此蘭花獲得與Vajra類似能力，於2048年船團事故中死亡。

### 其他
米兰达·美玲（Miranda，聲：田中理惠）
和兰花一起参加Macross Frontier小姐比賽的参赛者，获得了比赛的冠军。出演Macross Zero鸟之人的女主角萨拉·诺姆。
早乙女彌三郎（聲：野島裕史）
有人父親門下的弟子，早乙女歌舞伎劇團的演員之一，也是有人的師兄，故雖然有人稱他為兄長，但其實並非真正的兄弟，但從劇中互動可看出與其情同真正的手足而敬愛著（就連有人回家不走正門會從庭院哪出現的心思都掌握得一清二楚）。
有輕微腹黑傾向，為了讓有人回家繼承家業不管什麼手段都不介意使出來，而且也沒有放棄的跡象（或許是打算直到有人回家繼承家業或是兩人之一死亡後才算放棄）。
因為有人為了當飛行員的夢想與家中斷絕關係離家出走，目前是繼承早乙女劇團的第一熱門人選。
敬佩著有人身為表演者的演技，看了有人在雪露的特別節目中的演出，以及在電影中擔任替身時的表現時為有人絲毫沒有生疏的演技感到高興，同時確信他沒有放棄表演，以此作為契機到美星學園找有人相談，並告知其父親父親病倒的事。
認定才能確實受血緣影響而一直希望有人能夠回早乙女家繼承家業，為此不惜提出「如果有人在生日時回到早乙女家露面，就請老師收回與有人斷絕關係的發言。」以及利用在路上遇見向他求助的雪露來做為讓他回曾發誓再也不願踏入的早乙女家的誘餌（雖然成功了，不過有人還是不願意走正門，而是翻牆從庭院匍匐前進回家的。），也曾說出認為有人總是在扮演著人們希望看到的自己而為此沉醉，希望他能夠不要再自欺欺人等等的發言。
對雪露說了「站上舞台在眾人面前施展技藝是甜美的、無比甜美的毒藥。集眾人視線於一身，鼓動並引領他們（觀眾）的那種瘋狂、那般興奮、支配一切的萬能感，經歷過一次就無法輕易忘記。你也應該深有同感。」可見他對表演非比尋常的熱情。

## 世界观及专有名词
Macross Frontier
译为超时空要塞 開拓之国，為「银河播种计划」中第55次超長距離移民船團，第25次New MACROSS級移民船團。目前艦隊殖民地為第五世代艦種：以设有总统府的本岛Island One为中心，包括居住舰、农用生产舰、工业舰和护卫舰队組成人口約1000萬之國家，街景近似美國舊金山。與Macross Galaxy一同向銀河中心前進。
属于生态型移民船团，大气、水源、有机物均在船内循环，是能够以最小限度的补给实现长距离航行的封闭型星际岛屿。
与Galaxy船团不同，在Frontier船团，人体芯片植入是非法的。
Macross Galaxy
第21次New MACROSS級移民船團，歌姬雪露・諾姆出生地，密闭式殖民地。與Macross Frontier一同向銀河中心前進。属于化学卫星型船团，在Galaxy船团，人体芯片植入是合法且非常普遍的事情，船团上也有生化人造人的存在。故事开始后不久遭到了大批Vajra的攻击。
Macross Frontier劇情的所有起點，Frontier被攻擊基本上為Galaxy策劃，Galaxy船團被攻擊則完全是刻意操作，目的為讓Vajra和Frontier互相殘殺中獲得需要資訊，實際上Battle Galaxy藏匿於Vajra女王艦內。
S.M.S
全名Strategic Millitary Services，駐留於Frontier的私人军事服务公司（對外宣稱與軍方合作的民間運輸公司），主要任務包括船團航線偵查、新型武裝測試、重要人士護衛等工作；原本以民間公司的立場而言應該是輔助軍方工作，但由於軍方派系鬥爭因此S.M.S收留不少統合軍退役的熟練戰鬥機駕駛員，加上背後的政經實力S.M.S裝備了比新統合軍先进的武裝，在小規模作戰上反客為主成為超越統合軍的精銳作戰部隊。
由於契約因素SMS並沒有完整對外公布業務內容，戰死者也僅會以事故死亡之因素私下處理，特殊狀況下無法任意離隊的契約造就了成員生死與共的強大凝聚力。
目前S.M.S以停泊在Island1的Macross Quarter為主基地，下轄骷髏小隊（隊長奧茲馬李少校，使用機種VF-25、VB-6）、妖精小隊（隊長格蘭葛蘭上尉，使用機種卡忒蘭・蕾雅）
小說版中提到SMS還有藍、朱紅、紫這三個戰鬥機小隊，使用機種不明，僅確定各小隊皆配備1架與RVF-25相同裝備之VF-22S。
EX-GEAR
針對可變型戰鬥機駕駛員的需要所設計的裝備，在戰鬥機的駕駛倉內用作駕駛系統，同時能讓駕駛員承受更高的慣性力。在駕駛倉外則用作機動裝甲，雙手設有動力手腕，雙腳設有作地面移動用的電動輪，還有飛行用的推進器和宇宙用維生裝備。在戰鬥機嚴重受損時亦能用作駕駛員的逃生設備並提供自衛能力。由於操作方式與戰鬥機相同，平時用作戰鬥機駕駛員的訓練器材，在緊急情況下可以有線凌駕駕駛倉的操作，或無線遙控戰鬥機。
相食作战全稱Index 11983E745 Operation Cannibal，是Macross Galaxy的一項秘密行動。
早在2048年，格蕾絲·奧康納根據第117調查船團對Vajra的研究結果，提出利用Fold Quartz和植入技術連結全人類的思想，組成銀河系規模的思想網絡，名為「超時空網絡」。而網絡中地位最優越的節點將成為銀河系的支配者。
Macross Galaxy高層在117船团毁灭事件后,回收并改造了格蕾丝的身体,通过格蕾絲及其理论展開相食作战，目標是實踐超時空網絡，並支配銀河系。行動中格蕾絲引導Vajra與Macross Frontier接觸，促使兩者之間爆發戰爭自相残杀(同类相食Cannibal)。他們利用該場戰爭研究Vajra，尋找其母星和女王所在，最終目標為利用Vajra強逼全人類加入超時空網絡。
行動中需要一個接收Vajra之間Fold波通訊和發出Fold波影響Vajra的媒介，因而先後利用了雪露和蘭花。

## 机体

### 战斗机
VF-25 彌賽亞（メサイア）
新統合軍的次世代可变形战斗机候選機，由L.A.I公司藉由銀河網路取得YF-24設計為核心架構開發完成，目前S.M.S以政治手段與開發單位合作取得一定數量的VF-25進行實戰測驗，目前S.M.S至少同時有4個小隊（16架）使用此款新型戰機。機體繼承了以往的可變戰鬥機特性，可加掛各種武裝背包輔助戰鬥，不過強化裝備有區域性限制，部分裝備無法在大氣圈內使用。
彌賽亞此名稱為官方網站公開募集下選出之名，原本出處為聖經記載末日來臨時之救世主。一詞亦出現在初代林明美所唱之「小白龍」中。
VF-171 夢魘Plus（ナイトメアプラス）</ref>
VF-17的衍生型，装备于Macross Frontier上的新統合軍部隊的普及型主力机体，以往的VF-17是款籌載性極高的戰鬥攻擊機，但是卻有生產性以及操縱性過於複雜的難題；VF-171將原先設計加以簡化並修改部分空力特性，在性能上比過去的VF-17來的低落以換取讓普通駕駛皆能順利操作的特性。在2059年时為各殖民船團最普及的机种，Frontier也大量的装备使用；劇情中出現的衍生型除了一開始的偵蒐用RVF-171外，後期出現裝載新型飛彈以及重粒子光束槍的火力強化版VF-171Ex。
AIF-7S GHOST（ゴースト）
新统合军所属的无人战斗机，夏濃的蘋果事件後雖然統合軍一度凍結了無人戰鬥機計畫，但是在無人機高性能下計劃解凍並變成與有人機搭配的混合編組，雖然性能優秀但是面對電子干擾的威脅下毫無抵抗力。
VB-6 怪兽君王 Koenig Monster（ケーニッヒモンスター）
S.M.S所属，曾在PS遊戯VF-X2登场之可变形重炮机。名称取自德国二战重型坦克“虎王”（Koenig Tiger）。
Queadluun Reia 卡忒兰・蕾雅（クァドラン・レア）
是在第一次宇宙大战中 Meltrandi 戰鬥裝甲服卡忒兰・露的改良型，在背部火箭助推器上加裝一門粒子砲。S.M.S 的巨人族 Pixie 小队保有三机，隊長机（葛兰上尉专用机）为红色，平时担负侦查任务。新统合军的巨人部队也大量装备本机。
VF-27 路西法（ルシファー）
S.M.S於故事初期遇到的不明可變戰鬥機正式名稱，由Macross Galaxy船團以YF-24為基礎進行修改製造，可說是VF-25的姐妹機種。不過因為要求更高等級的作戰效能因此在機體性能上也有所提升，包括腦波操作座艙、重粒子光束槍(有機槍及光束槍形態,機槍是否使用實彈不明,光束槍形態不可連射,2槍相間時間大約等同VF-25G狙擊槍)、三維式向量噴嘴、固定式強化設備(加上了小型機槍,是否使用實彈不明)，擁有比VF-25更上一層的作戰能力；左腕也如同VF-25裝備盾牌以及格鬥武裝，格鬥武裝裝備了可伸縮式大型劍，也如同VF-25的戰鬥刀加裝了針點系統增強破壞力。但為了適應機體的高性能因此駕駛員無法如同VF-25般以EX-GEAR輔助即足夠，而是直接改造成半機械化肉體適應機體操作負荷。
路西法此名稱為PSP遊戲「Macross Ace Frontier」追加之名，原本出處為聖經記載之墮落天使。
AIF-V9 GHOST（ゴースト）
Macross Galaxy船團所属的无人战斗机，為Battle Galaxy的主力艦載機，其性能及作戰能力等同無人版本的VF-27。

### 船舰
Island Cluster級移民船
第五世代移民船，Macross Frontier船团的旗舰，原始設計與New Macross級殖民船類似，但是大小擴大為直徑15公里、高2000公尺的超巨大移民船，與以往New Macross級殖民船不同的是主島與農業艦及工業艦直接連結，得以創造出一個完整的封閉生態系。
Battle Frontier
Frontier內部代號「Battle 25」，New Macross級可變型航空母艦，是Macross Frontier船團護航艦隊的作戰指揮中心兼臨時政府所在地。平時位於Island One艦首，戰鬥時可以與Island One分離，分離可以變型為外表為人形的強攻型態。
Island One
Macross Frontier船团的主島與行政中心，半数以上的船团居民居住于此。船身直徑15公里，高2公里。
Island Three
Macross Frontier船团的農業艦兼觀光景點，全長8公里、直徑3公里，呈圓筒形。艦內完整模擬地球環境，並艦艇容許祖拿達人以巨大化體型生活（巨大化對物資需求相對比普通人類來的多，對長期無補給的殖民艦隊是件龐大負荷）。另外，艦上亦設立了外星生物研究所，是對Vajra進行研究的主要設施。在第21話和Vajra的戰鬥中被用作Vajra的聚集點，連同Vajra被Fold炸彈「Micro Dimension Eater」（簡稱MDE，代號「Little Girl」）摧毀。
Island 14
在第14話和Vajra的戰鬥中被擊中，在第15話起被廢棄。
Island 15
在第14話和Vajra的戰鬥中被擊中，在第15話起被凍結。
Macross Quarter
S.M.S所操作的战舰，同時也是S.M.S的基地。
雖然全長僅為400公尺大小的戰艦（與初代Macross登場的ARMD級宇宙航母大小接近），但具有與Macross類似的變形機構可變形為人型強攻模式進行突擊，除此外右舷安裝小型化的Macross Cannon（重量子反應炮），並可自由操控針點防禦系統的範圍使用Macross Attack，機動性和火力與同等大小戰艦相比顯得十分強大。
在第22話中被杰弗里等人強奪，並空間跳躍後消失；後於調查結束後返回Frontier船團，在Vajra母星登陸戰時拯救Battle Frontier並擔任攻擊矛頭擊潰Battle Galaxy。
關塔那摩（グァンタナモ，Guantanamo）級航空母艦
Frontier船团护卫战舰中出現的戰艦，在Macross Plus及Macross 7中均曾經出現，目前故事中Frontier船团艦載機皆由此級航空母艦搭載出擊。
波倫亞（Bolognese）級驅逐艦
統合軍標準驅逐艦，Frontier船團中也有裝備。
浦賀（Uraga）級突擊空母
同樣在Macross 7中曾經出現之突擊空母，Frontier船团护卫艦隊也裝備此艦種。
土司空號（カイトス，Deneb Kaitos）
Galaxy護衛戰舰，天津四級重巡洋艦。在Galaxy被攻擊時，和Dulfim逃離戰鬥區域。第7話中，在SMS的拯救行動中，被Vajra戰舰以主炮摧毀。
芻蒿六號（デネブ，Deneb Dulfim）
Galaxy護衛戰舰，天津四級重巡洋艦。在Galaxy被攻擊時，和Kaitos逃離戰鬥區域。第7話中，成功在Vajra的追擊中逃脫，但因在Galaxy被攻擊時已經遠離現場，使Frontier無法得到Galaxy主舰的確實位置。同级舰艇出现于VF-X2中，为大企业财团背景的私人武装所有舰艇的同类型。
Macross改級（マクロス改）移民調查船四號艦Global
第117次探索船團旗艦，2048年船團於行星Galia4上遭Vajra襲擊後在此地廢棄，最後在Vajra母船覺醒後遭到撞擊解體。
Battle Galaxy
Macross Galaxy的新馬克羅斯級可變型航空母艦，外型與Battle Frontier略有不同，於故事最後遭到Macross Quarter與Battle Frontier的Macross Attack聯手摧毀。

## 宇宙生物
Vajra
袭击Macross Frontier船团的宇宙生物，11年前曾袭击第117次大规模考察船团，實際起源以及演化方式不明。S.M.S内部代号為Victor。
研究指出Vajra是為生物兵器，外殼結構與可變型戰鬥機一樣為能量轉換裝甲製成，腦容量極少（近乎不存在），平時行動一般為依照本能或被皇后操控，可在體內不斷生成類似導彈的物體，以空間跳躍（Fold）行為作為行動道標，個體間可以用內生的空間跳躍水晶連結資訊，並吸收個體間遭到擊毀的訊息不斷進化強化到各式武裝無力對抗的境界。
實際上Vajra是原始文明時期就存在並被視為「神」的物種，並將其姿態視為「鳥人」（鳥の人），原始文明即是在接觸Vajra後學習到Fold科技，也因此而發展出偉大的宇宙文明；與已知生物不同，靠腸內的共生V菌思考，並靠體內的Fold水晶做種族間群體思考，有採集Fold礦石的習性因此本能會主動移動至最近的Fold反應發信源；當初是因為探測到與V菌和平共存的蘭花·李（ランカ・リー）發生的Fold波而與人類接觸，卻陰錯陽差導致第117調查團毀滅，而後又受到雪露·諾姆（シェリル・ノーム）體內V菌產生的Fold波誘導而與船團開戰；最後在蘭花與雪露利用歌聲散發Fold波使得Vajra的群體思考接納人類，終而停止攻擊人類。
Vajra群體間有類似歌曲的和鳴，是做為數十萬年一次的交配期，與其他Vajra族群溝通用的「情歌」。
「Vajra」源自於梵文的金剛（वज्र），取“坚不可摧、亦无坚不摧”之义。
Vajra戰艦
在第7話首次亮相，為Vajra攻擊艦。其艦配備大型光束發射器和多種機槍，機動性極低，但卻能以直線穿過空間斷層。
內部有Vajra等宇宙生物保護。
Vajra大型戰艦
只在劇場版(虛空歌姬)亮相，Vajra的旗艦。配備三連裝大型光束炮和大量武器，另外搭載Vajra等宇宙生物。
Vajra前線基地
在第9話的SMS探索任務中出現，以Frontier航道附近的遇難船為據點。其基地擁有生物武器產生能力，在第9話中被VF-27摧毀。
Vajra母船
在第13話首次亮相，為Vajra大型指揮艦，內部寄宿著Vajra準皇后，可指揮Vajra戰艦進行有組織與策略性的攻擊行動，但只要遭到擊毀所指揮的部隊會陷入一定程度的混亂狀態。
Vajra準皇后
在第13話首次亮相，藏身在Vajra母船內，能以產卵的形式產生生物武器。
Vajra女王
在Vajra母星出場的個體，為銀河系中所有Vajra的首腦，基本上由此個體發出的命令Vajra無法違抗，在Macross Zero中所登場的鳥之人為原始文明仿造Vajra女王製造而成的東西。
“爱”君
Vajra进入frontier后留下的幼虫，外形像是绿色的松鼠，被兰花的歌声吸引而主动靠近兰花并被兰花收为宠物。兰花不忍Vajra和人类互相残杀，决定将蜕皮后变为Vajra二型的“爱”君送回Vajra群。后“爱”君失控一度袭击兰花和布雷拉，但最终“爱”君率领Vajra大部队保护了兰花和人类新统合军。
人气投票中获得全系列角色人气第42位。

## 製作人員
- 原作：河森正治、Studio Nue
- 總監督、故事構成：河森正治
- 監督：菊地康仁
- 製片人：國崎久德、丸山博雄、諸富洋史（MBS）、平井伸一、葛西勵
- 執行製片人：大西加紋、川城和實、竹田青滋（MBS）、佐藤道明
- 系列構成：吉野弘幸
- 人物設定：江端里沙、高橋裕一
- 可變形戰鬥機設定：河森正治
- 機甲設定：石垣純哉、高倉武史
- 機甲描繪：天神英貴
- 概念設定：宮武一貴
- 動畫：笹倉逸郎、HIBIKI
- 美術設定：平澤晃弘
- 色彩設計：中山久美子
- 色彩設計補佐：竹澤聰
- 装置装飾：BRUNET STANISLAS
- 音樂：菅野洋子
- 音樂製片人：佐佐木史郎、太田敏明
- 音樂導演：井上裕香子
- 音樂制作：flyingDOG/JVC Music、BorderLine
- 音響監督：三間雅文
- 音響制作：Techno Sound
- 動畫製作：SATELIGHT
- 製作：Macross Frontier制作委员会、Big West、每日放送

## 主題曲

### 片頭曲
(Triangler / 三角爱恋)（第1話～第16話）
作詞：Gabriela Robin，作曲/编曲：菅野洋子 歌：坂本真绫
（第17话）
作词：松本隆，作曲/编曲：菅野洋子，歌：Ranka Lee=中島愛
(Lion / 獅子 / 獅子座Leo)（第18話～第24話）
作词：Gabriela Robin，作曲/编曲：菅野洋子，歌：Sheryl Nome starring May'n、Ranka Lee=中島愛

### 片尾曲
(Love．Do you remember / 愛．可有記起 / 可曾记得爱）（SP，第12話）
作詞：安井，作曲：加藤和彥，編曲：菅野洋子，歌：Ranka Lee=中島愛
(Diamond crevasse / 鑽石裂縫)（第2话～第14话, 第20话）
作詞：hal，作曲/編曲：菅野洋子，歌：Sheryl Nome starring May'n
(AIMO / 您啊)（第1话，第7话）
作詞：Gabriela Robin，作曲/編曲：菅野洋子，歌：Ranka Lee=中島愛
(您啊～鳥之人 / 劇中Macross Zero 故事"鳥之人"主題曲版本)（第10话）
作詞：Gabriela Robin、坂本真绫，作曲/編曲：菅野洋子，歌：Ranka Lee=中島愛
(Cat diary / 貓日記)（第11話）
作詞：一倉宏，作曲/編曲：菅野洋子，歌：Ranka Lee=中島愛
(Diamond crevasse 50/50 / 鑽石裂縫50/50合唱版本)（第15话）
作詞：hal，作曲/編曲：菅野洋子，歌：Ranka Lee=中島愛、Sheryl Nome starring May'n
(Northern Cross / 北十字架"天鵝星座")（第16话～第18话, 第22话~第24話）
作詞：岩里祐穂、Gabriela Robin，作曲/編曲：菅野洋子，歌：Sheryl Nome starring May'n
(Triangler / 三角爱恋)（第19話）
作詞：Gabriela Robin，作曲/编曲：菅野洋子 歌：坂本真绫
(蒼之Ether / 蒼藍之以太)（第21話）
作詞：坂本真綾，作曲/编曲：菅野洋子，歌：Ranka Lee=中島愛
 (Triangler (fight on stage) / 三角爱恋 (在舞台上戰鬥版本) )（第25話）
作詞：Gabriela Robin，作曲/编曲：菅野洋子，歌：Ranka Lee=中島愛、Sheryl Nome starring May'n

### 插入曲
(射手座☆午後九時 不要遲到)（SP，第1话，第7话，第25话）
作詞：佐籐大、hal、杉山昭彥，作曲/編曲：菅野洋子，歌：Sheryl Nome starring May'n
(突擊Love Heart / 突擊愛的心臟)（第2话）
作詞：K.INOJO，作曲/編曲：河内淳贵，歌：FIRE BOMBER
(您啊)
作詞：Gabriela Robin，作曲/編曲：菅野洋子，歌：Ranka Lee=中島愛（第3话，第8话，第12话，第14话,第21话） / 坂本真绫（第14话）
「What 'bout my star?」(哪顆是我的星?)
作詞：hal，作曲/編曲：菅野洋子，歌：Sheryl Nome starring May'n（SP，第1话，第5话） / Ranka Lee=中島愛（第5话） / Sheryl Nome starring May'n、Ranka Lee=中島愛（第15话）
(我的男友是飛行員)（第4话）
作词：阿佐茜，作曲：羽田健太郎，编曲：保刈久明、菅野洋子，歌：Ranka Lee=中島愛
(SMS小隊之歌~這位女孩是Alien / SMS小隊之歌~這位女孩是外星人)（第4话）
作词：黑河影次，作曲/编曲：菅野洋子，歌：SMS全体
（第5话）
作词：一倉宏，作曲/编曲：菅野洋子，歌：稲田徹（徳川喜一郎）
(Infinity / 無限)（第7話）
作词：岩里祐穗，作曲/編曲：菅野洋子，歌：Sheryl Nome starring May'n 、Ranka Lee=中島愛
(Carrots Loves you yeah! / 胡蘿蔔愛你耶！)（第8话）
作词：一倉宏，作曲/编曲：菅野洋子，歌：Ranka Lee=中島愛
(Cat日記 / 貓日記)（第9话，第12话）
作词：一倉宏，作曲/编曲：菅野洋子，歌：Ranka Lee=中島愛
(超時空飯店"娘娘")（第11话）
作词：吉野弘幸，作曲/编曲：菅野洋子，歌：Ranka Lee=中島愛
（第12话，第17话，第18话，第19话）
作词：松本隆，作曲/编曲：菅野洋子，歌：Ranka Lee=中島愛
(歡迎來到我的歌迷會之夜!)（第15话）
作词：hal，作曲/编曲：菅野洋子，歌：Sheryl Nome starring May'n
(您啊 O.C.版本)（第16话）
作詞：坂本真绫、Gabriela Robin，作曲/編曲：保刈久明、菅野洋子，歌：Ranka Lee=中島愛
(吾之魂給汝)（第17话）
作詞：K.INOJO，作曲：福山芳树，編曲：河内淳贵，歌：FIRE BOMBER
(再試一次)（第17话）
作詞：K.INOJO、福山恭子，作曲：福山芳树，編曲：田中裕千，歌：FIRE BOMBER
(你的聲音)(第19话，第20话，第25话）
作詞：真名杏樹，作曲/編曲 - 菅野洋子，歌：Ranka Lee=中島愛
（第22话）
作詞：真名杏樹、Gabriela Robin，作曲/編曲：菅野洋子，歌：Sheryl Nome starring May'n
(Northern Cross / 北十字架"天鵝星座")（第25話）
作詞：岩里祐穂、Gabriela Robin，作曲/編曲：菅野洋子，歌：Sheryl Nome starring May'n
(愛．可有記起～保佑小王后)（第24话，第25话）
作词：安井かずみ，作曲：加藤和彦，编曲：菅野洋子，歌：Ranka Lee=中島愛
("娘娘" (Meow Meow) Service Medley / 超時空飯店"娘娘"(喵喵)服務組曲)（第25话）
作词：Gabriela Robin、岩里祐穗、阿佐茜、hal、松本隆、安井かずみ，作曲：菅野洋子、羽田健太郎、加藤和彦，編曲：菅野洋子，
歌：Sheryl Nome starring May'n、Ranka Lee=中島愛、坂本真綾（蘭雪）

## 各集標題
- 全劇腳本由吉野弘幸所寫。
- 所有未播出集數的中文翻譯都以字面意思為準，純正的翻譯需以該集內容做為參考。

| 集數 | 播放時間        | 日文名稱 | 中文名稱                      | 英文名稱                          | 分鏡              | 演出              | 作畫監督              |
| ---- | --------------- | -------- | ----------------------------- | --------------------------------- | ----------------- | ----------------- | --------------------- |
| SP   | 2007年 12月23日 |          | 近距离接触 （导演特别剪辑版） | Close Encounter Deculture edition | 菊地康仁 河森正治 | 田中孝行          | 高橋裕一 江端里沙     |
| 1    | 2008年 4月3日   |          | 近距离接触                    | Close Encounter                   | 菊地康仁 河森正治 | 田中孝行          | 高橋裕一 江端里沙     |
| 2    | 4月10日         |          | 激烈追逐                      | Hard Chase                        | 菊地康仁 河森正治 | 松田清            | 關口雅浩 猪狩崇       |
| 3    | 4月17日         |          | 在你心中                      | On Your Marks                     | 阿保孝雄          | 阿保孝雄          | 藤川太                |
| 4    | 4月24日         |          | Macross小姐                   | Miss Macross                      | 赤根和樹          | 間岛崇寬          | 江畑諒真              |
| 5    | 5月1日          |          | 明星約會                      | Star Date                         | 菊地康仁          | 丸藤广貴          | 福田貴之              |
| 6    | 5月8日          |          | 再見雪露                      | Bye Bye Sheryl                    | 田中孝行          | 土屋日            | 三浦珠美              |
| 7    | 5月15日         |          | 首次攻擊                      | First Attack                      | 河森正治          | 松田清            | 大籠之仁              |
| 8    | 5月22日         |          | 高校女王                      | High-school Queen                 | 原博              | 鈴木信吾 山中正博 | 金澤洪充              |
| 9    | 5月29日         |          | 误射                          | Friendly Fire                     | 鹿島典夫          | 鹿島典夫          | KIM YONG-SIK          |
| 10   | 6月5日          |          | 零的传说                      | Legend of Zero                    | 阿保孝雄          | 間岛崇寬          | 小倉典子              |
| 11   | 6月19日         |          | 錯失的生日                    | Missing Birthday                  | 原博              | 和田伸一          | 政木伸一              |
| 12   | 6月26日         |          | 特快专递                      | Fastest Delivery                  | 田中孝行          | 田中孝行          | 藤川太                |
| 13   | 7月3日          |          | Global的记忆                  | Memory of Global                  | 松田清            | 松田清            | 大籠之仁              |
| 14   | 7月10日         |          | 母親的搖籃曲                  | Mother's Lullaby                  | 鹿島典夫 河森正治 | KIM YONG-SIK      | 鹿島典夫              |
| 15   | 7月17日         |          | 失去的和平                    | Lost Peace                        | 河森正治          | 小倉典子          | 間岛崇寬              |
| 16   | 7月24日         |          | 蘭花攻擊                      | Ranka Attack                      | 原博              | 和田伸一          | 古川政美              |
| 17   | 7月31日         |          | 再見，妹妹                    | Goodbye,Sister                    | 阿保孝雄          | 相坂直紀          | 奥野耕太              |
| 18   | 8月7日          |          | 變質的名聲                    | Fold Fame                         | 福田貴之          | 福田貴之          | KIM YONG-SIK 丸藤广貴 |
| 19   | 8月14日         |          | 三角爱恋                      | Triangler                         | 田中孝行          | 田中孝行          | 入江篤 塚原元         |
| 20   | 8月21日         |          | 鑽石裂痕                      | Diamond Crevasse                  | 原博              | 古川政美          | 和田伸一              |
| 21   | 8月28日         |          | 藍色的天空                    | Blue Ether                        | 殿勝秀樹 河森正治 | 鹿島典夫          | 關口雅浩 KIM YONG-SIK |
| 22   | 9月4日          |          | 北十字星                      | Northern Cross                    | 阿保考雄          | 阿保考雄          | 小倉典子              |
| 23   | 9月11日         |          | 真實的開端                    | True Begin                        | 福田貴之          | 古川政美          | 和田伸一              |
| 24   | 9月18日         |          | 最終前線                      | Last Frontier                     | 菊池康仁          | 福田貴之          | 丸藤廣貴              |
| 25   | 9月25日         |          | 你的聲音                      | Your Sound                        | 河森正治          | 間島崇寬 松田清   | 高橋裕一              |

## 劇場版
劇場版 Macross F 虛空歌姬
前编，已於2009年11月21日日本上映。
劇場版 Macross F 戀離飛翼
後篇，已於2011年2月26日日本上映。
劇場短篇Macross F 時之迷宮
短篇劇場版，為《劇場版 超時空要塞Δ 絕對LIVE!!!!!!》的同時上映作品，已於2021年10月8日上映。

## 多媒體商品

### 單曲CD
* 「トライアングラー」歌：坂本真綾 2008年4月23日發售

1. トライアングラー

2. ことみち

3. トライアングラー (w/o maaya)

4. ことみち (w/o maaya)
* 「ダイアモンド クレバス/射手座☆午後九時 Don't be late」歌：Sheryl Nome starring May'n 2008年5月8日發售

1. ダイアモンド クレバス

2. 射手座☆午後九時Don’t be late

3. ダイアモンド クレバス (without Sheryl)

4. 射手座☆午後九時Don’t be late (without Sheryl)
* 「星間飛行」歌：Ranka Lee=中島愛 2008年6月25日發售

1. 星間飛行

2. ねこ日記

3. 愛・おぼえていますか -デカルチャーエディションsize-

4. 私の彼はパイロット -MISS MACROSS 2059-

5. 星間飛行 -without Ranka-

6. 愛・おぼえていますか -デカルチャーエディションsize without Ranka-
* 「ライオン」歌：May’n/中島愛 2008年8月20日發售

1. ライオン

2. ノーザンクロス

3. ライオン without vocals

4. ノーザンクロス without vocals
* 『ランカとボビーのSMS小隊の歌 など。』 （2008年12月24日發售）

1. ランカとボビーのSMS小隊の歌

2. ボビーの私の彼はパイロット~妄想の彼もパイロット

3. ランカとボビーのSMS小隊の歌 (カラオケ)

4. ボビーの私の彼はパイロット~妄想の彼もパイロット (カラオケ)
* 『シェリルの宇宙兄弟船 など。』 （2008年12月24日發售）

1. シェリルの宇宙兄弟船

2. ボビーのニンジン等。

3. シェリルの宇宙兄弟船 (カラオケ)

4. ボビーのニンジン等。 (カラオケ)
* 『Pink Monsoon』 （2009年10月21日發售）

1. pink monsoon [4:44]

作詞：Gabriela Robin、作曲・編曲：菅野よう子

2. 天使になっちゃった [4:20]

作詞：Gabriela Robin、作曲・編曲：菅野よう子

3. pink monsoon（w/o sheryl）

4. 天使になっちゃった（w/o sheryl）
* 『ユニバーサル・バニー』 （2009年11月25日發售）

1. ユニバーサル・バニー

2. pink monsoon

3. ギラギラサマー(^ω^)ノ

4. イゾラド

5. 会えないとき

6. 永遠

7. オベリスク

8. 天使になっちゃった (universal version)
注：此角色名义的OST为配合歌手May'n个人名义专辑『Styles』（制作人：鹭巣诗郎）同期上架而制作,包含歌手May'n以领衔主演（雪莉露诺姆，CV远藤绫）的名义，个人向本动画音乐制作人菅野女士订购的四首的角色名义歌曲（编号4、5、6、8未在动画中使用），并在碟片附带歌曲说明书里有详细依托动画角色传记背景的个人专辑宣传文。
* 『CMランカ』（2009年12月16日發售）

劇場版 マクロスF~イツワリノウタヒメ~「CMランカ」 [Single, Maxi]

1. そうだよ。

2. スターライト納豆

3. ダイナム超合金

4. 開拓重機

5. だるまゼミナール

6. ニンジーン Loves you yeah!

7. ファミリーマート・コスモス

8. 恋のドッグファイト(ちょっとだけ)
* 『放課後オーバーフロウ』（2011年1月26日發售）

1. 放課後オーバーフロウ

2. Get it on-flying rock

3. 放課後オーバーフロウ (w/o ranka lee)

4. Get it on-flying rock (w/o sheryl nome & ranka lee)

### 原聲大碟
* 「マクロスF（フロンティア）O.S.T.1 娘フロ。」 2008年6月4日發售

1. Frontier 2059

2. Welcome To My FanClub’s Night! (Sheryl On Stage)

3. What ’bout my star? (Sheryl On Stage)

4. 射手座☆午後九時Don’t be late (Sheryl On Stage)

5. Vital Force

6. トライアングラー

7. Zero Hour

8. What ’bout my star? @Formo

9. Innocent green

10. アイモ (您啊)

11. ビッグ・ボーイズ

12. Private Army

13. SMS小隊の歌~あの娘はエイリアン

14. ニンジーン Loves you yeah!

15. 「超時空飯店 娘々」 CMソング (Ranka Version)

16. Alto’s Theme

17. TALLY HO!

18. The Target

19. Bajura

20. キラキラ

21. アイモ~鳥のひと

22. Take Off

23. インフィニティ

24. ダイアモンド クレバス
* 「マクロスF（フロンティア）O.S.T.2 娘トラ☆」 2008年10月8日發售

1. Prologue F

2. ノーザンクロス

3. トライアングラー(fight on stage)

4. High School Life

5. トランスフォーメーション

6. アナタノオト

7. Test Flight Delight

8. 星間飛行

9. イヌミミランカ

10. 妖精

11. 追憶のトランペット

12. 真空のダイアモンドクレバス

13. 愛・おぼえていますか ~bless the little queen

14. 蒼のエーテル

15. is this LOVE?

16. shadow of Michael

17. アイモ O.C.

18. Battle Frontier

19. 娘々サービスメドレー

20. プロトカルチュア
* 「マクロスF（フロンティア）ボーカルコレクション 娘たま♀」 2008年12月3日發售

マクロスF VOCAL COLLECTION「娘たま♀」

ディスク：1 / 光盤：1

1. トライアングラー

2. What ’bout my star? @Formo

3. アイモ

4. ダイアモンド クレバス~展望公園にて

5. Welcome To My FanClub’s Night!

6. 射手座☆午後九時 Don’t be late

7. What ’bout my star?

8. インフィニティ #7

9. 「超時空飯店 娘々」 CMソング (Ranka Version)

10. 星間飛行

11. 私の彼はパイロット

12. ねこ日記

13. ニンジーン Loves you yeah!

14. 宇宙兄弟船

15. SMS小隊の歌~あの娘はエイリアン

16. アイモ O.C.

17. アイモ~鳥のひと

18. 愛・おぼえていますか

19. ダイアモンド クレバス

20. アイモ~こいのうた~

ディスク：2 / 光盤：2

1. ライオン

2. ダイアモンド クレバス 50/50

3. シェリルのアイモ

4. 妖精

5. ノーザンクロス

6. ブレラと子ランカのアイモ

7. アナタノオト

8. 蒼のエーテル

9. 愛・おぼえていますか ~bless the little queen

10. 娘々スペシャルサービスメドレー(特盛り)

11. トライアングラー(fight on stage)

12. 母と子ランカのアイモ

### DVD・Blu-ray Disc
- 第1卷 2008年7月25日發售, Part No. Blu-ray - BCXA-0040, DVD - BCBA-3329

收錄 第1話 近距離接觸 ( Yack Deculture edition 32分鐘, Deculture edition 27分鐘 )
音聲特典：實況解說 出演：遠藤綾、中島愛、河森正治
- 第2卷 2008年9月26日發售, Part No. Blu-ray - BCXA-0041, DVD - BCBA-3330

收錄 第2話 激烈追逐、第3話 在你心中、第4話 Miss Macross
音聲特典：實況解說 出演：小西克幸、中島愛、吉野弘幸
- 第3卷 2008年10月24日發售, Part No. Blu-ray - BCXA-0042, DVD - BCBA-3331

收錄 第5話 明星約會、第6話 再見雪露、第7話 首次攻擊
音聲特典：實況解說 出演：中村悠一、神谷浩史、福山潤
- 第4卷 2008年11月21日發售, Part No. Blu-ray - BCXA-0043, DVD - BCBA-3332

收錄 第8話 高校女王、第9話 誤射、第10話 零的傳說
音聲特典：實況解說 出演：遠藤綾、中島愛、河森正治
- 第5卷 2008年12月19日發售, Part No. Blu-ray - BCXA-0044, DVD - BCBA-3333

收錄 第11話 錯失的生日、第12話 特快專遞、第13話 Global的記憶
音聲特典：實況解說 出演：中島愛、河森正治、菊地康仁
- 第6卷 2009年1月23日發售, Part No. Blu-ray - BCXA-0045, DVD - BCBA-3334

收錄 第14話 母親的搖籃曲、第15話 失去的和平、第16話 蘭花攻擊
音聲特典：實況解說 出演：中村悠一、遠藤綾、保志總一朗、吉野弘幸
- 第7卷 2009年2月20日發售, Part No. Blu-ray - BCXA-0046, DVD - BCBA-3335

收錄 第17話 再見，妹妹、第18話 變質的名聲、第19話 三角爱恋
音聲特典：實況解說 出演：遠藤綾、井上喜久子、菊地康仁、吉野弘幸
- 第8卷 2009年3月27日發售, Part No. Blu-ray - BCXA-0047, DVD - BCBA-3336

收錄 第20話 鑽石裂痕、第21話 藍色的天空、第22話 北十字星
音聲特典：實況解說 出演：中村悠一、神谷浩史、豐口惠
- 第9卷 (最終卷) 2009年4月24日發售, Part No. Blu-ray - BCXA-0048, DVD - BCBA-3337

收錄 第23話 真實的開端、第24話 最終前線、第25話 你的聲音 (全長版)
音聲特典：實況解說 出演：中村悠一、遠藤綾、中島愛、河森正治

## 播放電視台
日本深夜動畫：下文記載的日本国内播放時間使用日本標準時間（UTC+9）表示。因為部分時間标识會採用30小时制，因此請留意这类超过24:00的时间，其實際播放時間為翌日清晨。
| 播放地區       | 播放電視台          | 播放日期       | 播放時間（UTC+9）          | 所屬電視網 |
| -------------- | ------------------- | -------------- | -------------------------- | ---------- |
| 近畿广域圈     | 毎日放送（MBS）     | 2008年4月3日 - | 星期四 25時25分 - 25時55分 | 制作局     |
| 中京广域圈     | 中部日本放送（CBC） | 2008年4月3日 - | 星期四 26時30分 - 27時00分 |            |
| 关东广域圈     | 東京放送（TBS）     | 2008年4月4日 - | 星期五 25時55分 - 26時25分 |            |
| 宫城县         | 東北放送（TBC）     | 2008年4月4日 - | 星期五 26時15分 - 26時45分 |            |
| 静冈县         | 静岡放送（SBS）     | 2008年4月4日 - | 星期五 26時15分 - 26時45分 |            |
| 广岛县         | 中国放送（RCC）     | 2008年4月5日 - | 星期六 26時40分 - 27時10分 |            |
| 熊本县         | 熊本放送（RKK）     | 2008年4月6日 - | 星期日 25時50分 - 26時20分 |            |
| 北海道         | 北海道放送（HBC）   | 2008年4月7日 - | 星期一 26時25分 - 26時55分 |            |
| 冈山县・香川县 | 山陽放送 (RSK)      | 2008年4月7日 - | 星期一 26時25分 - 26時55分 |            |
| 福冈县         | RKB每日放送（rkb）  | 2008年4月7日 - | 星期一 26時30分 - 27時00分 |            |

| 日本 MBS/TBS 星期四25:25/星期五25:55 | 日本 MBS/TBS 星期四25:25/星期五25:55 | 日本 MBS/TBS 星期四25:25/星期五25:55 |
| ------------------------------------ | ------------------------------------ | ------------------------------------ |
|                                      | 超时空要塞 Frontier                  |                                      |
| 灼眼的夏娜Ⅱ                          | 黑執事                               |                                      |

## 资料来源
注释
1. ↑  Mikhail（Михаил）是Michael的俄语拼法，音近“米海尔”（米哈伊尔）；Michael是英语和德语共用拼法，英语中音近“迈克尔”而德语中音近“米歇尔”。
2. ↑  人气投票中获得全系列机体人气第9位
3. ↑  人气投票中获得全系列机体人气第39位
4. ↑  人气投票中获得全系列机体人气第12位
5. ↑  人气投票中获得全系列机体人气第19位
6. ↑  人气投票中获得全系列机体人气第18位
7. ↑  由於刻意情報操作，一開始劇情說法為失事地點不明
8. ↑  人气投票中获得全系列歌曲人气第18位
9. ↑  人气投票中获得全系列歌曲人气第5位
10. ↑  人气投票中获得全系列歌曲人气第2位
11. ↑  此首歌曲本身在人气投票中获得全系列歌曲人气第1位，但排名依据的是林明美版本
12. ↑  人气投票中获得全系列歌曲人气第7位
13. ↑  人气投票中获得全系列歌曲人气第12位
14. ↑  人气投票中获得全系列歌曲人气第9位
15. ↑  此首歌曲本身在人气投票中获得全系列歌曲人气第17位，但排名依据的是林明美版本
16. ↑  人气投票中获得全系列歌曲人气第44位
17. ↑  人气投票中获得全系列歌曲人气第16位

參考資料
1. ↑  .   [2009-06-26]. （原始内容存档于2009-06-30）.
2. ↑  .   [2022-11-23]. （原始内容存档于2022-11-23）.
3. ↑  漢字名出自小說版
4. ↑  第四话3:49，入队训练时拉姆·荷阿透露
5. 1 2  漢字名根據日本《Newtype》雜誌2008年9月號
6. ↑  第一话3:51貼在中華飯店娘娘牆上的海報及第十八话8:22的促销海报上都印有雪露二字。
7. ↑  第四话18:49资料，生日是2043年4月29日，血型O型，体重42kg，身高156cm
8. ↑  雜誌PASH! 2008年7月號專訪
9. ↑  TV版最終話提及
10. 1 2  . CCSX Makes ACG 支店. 2008年7月24日  [2015年5月3日]. （原始内容存档于2021年1月22日）.
11. ↑  「Macross Ace VOL.002」，2009年6月24日。标题中的日文（偽りの歌姬）即是「虚空歌姫」之意
12. ↑  .   [2010-10-03]. （原始内容存档于2012-09-05）.
13. ↑  .   [2010-10-03]. （原始内容存档于2012-09-05）.